# STS-100
STS-100 — космический полёт MTKK «Индевор» по программе «Спейс Шаттл» (104-й полёт программы). Индевор стартовал 19 апреля 2001 года из Космического центра Кеннеди в штате Флорида. Основными задачами STS-100 по программе продолжения сборки Международной космической станции (15-й полёт к МКС, 9-й полёт шаттла к МКС) являлись доставка на МКС дистанционного манипулятора SSRMS и оборудования и грузов для экипажа 2-й основной экспедиции. Во время полёта было совершено два выхода в открытый космос (общей продолжительностью 14 часов 50 минут).

## Экипаж
- (НАСА): Кент Роминджер (5)[5] — командир;
- (НАСА): Джеффри Эшби (2) — пилот;
- (ККА): Кристофер Хэдфилд (2) — специалист полёта-1;
- (НАСА): Джон Филлипс (1) — специалист полёта-2, бортинженер;
- (НАСА): Скотт Паразински (4) — специалист полёта-3;
- (ЕКА): Умберто Гуидони (2) — специалист полёта-4.
- (ФКА): Юрий Лончаков (1) — специалист полёта-5.

Изначально вместо Паразински в экипаж был назначен Роберт Кербим-мл, но после вывода из состава экипажа STS-98 астронавта Марка Ли, Кербим был переведён на его место.

## Параметры полёта
- Масса аппарата
  - при старте — 103 506 кг;
  - при посадке — 99 742 кг;
- Грузоподъёмность — 4 899 кг;
- Наклонение орбиты — 51,6°;
- Период обращения — 92,3 мин;
- Перигей — 377 км;
- Апогей — 394 км.

Авторитетный американский космический эксперт из Гарвард-Смитсоновского центра астрофизики Джонатан МакДауэлл в очередном номере своего «Космического репорта» (англ. Jonathan's Space Report или JSR) заявил, что официальные данные о стартовой и посадочной массах STS-100 некорректны. По его оценке, при старте шаттл имел массу примерно 115 652 кг.

### Грузы STS-100
STS-100 доставил на МКС один из основных элементов Мобильной системы обслуживания MSS (от англ. Mobile Servicing System) — дистанционный манипулятор космической станции SSRMS (англ. Space Station Remote Manipulator System), разработанный и созданный канадской компанией MDA Space Missions (ранее называемой MD Robotics, а ещё ранее — SPAR Aerospace). Манипулятор SSRMS, наряду с некоторыми другими элементами MSS, является вкладом Канады в проект Международной космической станции, и предназначен для выполнения операций по строительству и обслуживанию станции на протяжении всего её полёта.
Внешняя УВЧ антенна UHF-диапазона (от англ. Ultra-High Frequency. Система связи UHF-диапазона предназначена для обеспечения голосовой связи, передачи команд управления и телеметрии в направлении «космос-космос». Система позволяет вести двусторонние переговоры с приближающимся к станции кораблем (до установки UHF-антенны для связи между шаттлом и МКС использовалась радиосистема диапазона VHF, работавшая только в пределах прямой видимости и требующая наличия на шаттле отдельного комплекта аппаратуры), между работающими в открытом космосе членами экипажа и их напарником на борту станции, а совместно с системой S-диапазона — с Хьюстоном. На одной частоте UHF-система может обслуживать до 5 пользователей.
Грузовой модуль «Рафаэль» (англ. Raffaello) является вторым (из трёх) многоцелевым модулем материально-технического снабжения (MPLM, от англ. Multi-Purpose Logistics Module). Многоцелевые модули снабжения (ММС) предназначены для транспортировки грузов на орбиту, к Международной космической станции, и обратно, с отработанными материалами, на Землю. Модуль предоставлен НАСА Итальянским космическим агентством (ИКА). Входит в американский сегмент МКС и является собственностью США.

## Выходы в космос
Во время полёта STS-100 было осуществлено два выхода в открытый космос, оба совершили астронавты Скотт Паразински и Крис Хэдфилд (Хэдфилд стал первым канадцем вышедшим в открытый космос).
- 22 апреля c 11:45 до 18:55 (UTC), длительность 7 часов 10 минут. Работы по монтажу и установке манипулятора SSRMS (развертывание манипулятора и фиксация плеч в рабочем положении[2]) и антенны UHF-диапазона (установка и крепление 56-килограммовой антенны к модулю «Дестини» на 1,2 метровую штангу; подключение к уже имеющимся элементам системы связи МКС в диапазоне UHF, включая приемопередатчики линии «МКС-космос» (англ. Space-to-Space Station Radio Transceiver, SSSR)[4]).
- 24 апреля c 12:34 до 20:14 (UTC), длительность 7 часов 40 минут. Завершена работа по подключению SSRMS (вместо временных кабелей питания к гнезду манипулятора PDGF подключены кабели из модуля LAB), демонтаж с модуля «Юнити» старой антенны системы ECS (так как необходимость в ней отпала; а на это место планировалась установка модуля шлюзовой камеры)[2].

## Эмблема STS-100
Эмблема миссии отражает основные темы полета: робототехника и внекорабельная деятельность (так как во время выходов в открытый космос проводилось развертывание роботизированного манипулятора SSRMS). Обрамлением эмблемы служит шлем скафандра для выхода в космос, внизу иллюминатора шлема изображены согнутые в шарнире два звена канадского манипулятора. Там же отражаются шаттл «Индевор» (с размещёнными в отсеке полезной нагрузки платформой «Спейслэб», ультравысокочастотной антенной для станции и многоцелевым модулем снабжения «Рафаэлло»), МКС и восходящее над горизонтом Земли солнце.
Состав экипажа подчёркнут наличием стилизованных флагов (американский, российский, канадский и итальянский) в нижней части эмблемы. 10 звёзд в небе представляют 10 детей членов экипажа STS-100, что символизирует будущее космических исследований.